# خط نسخ

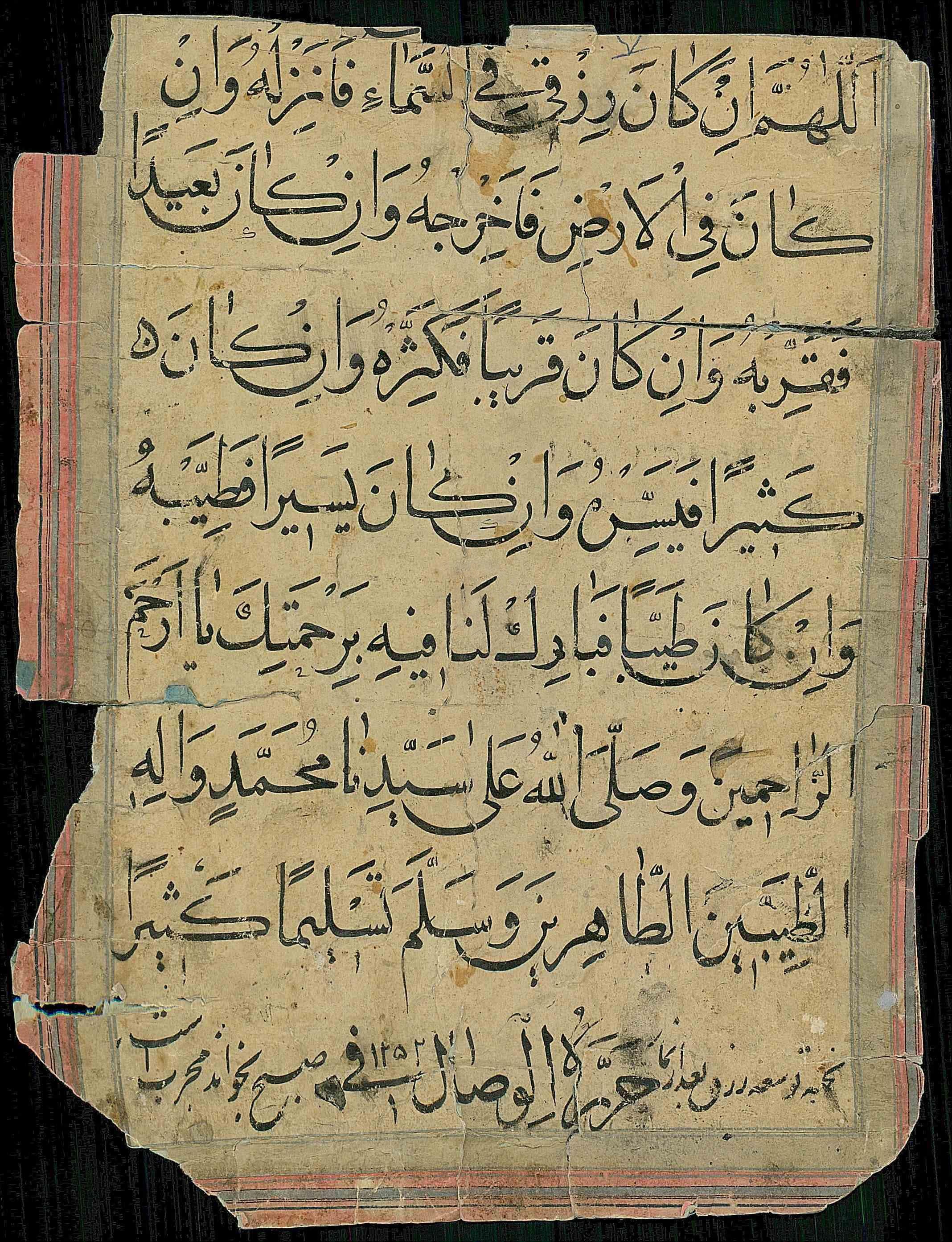
دعای وسعت رزق به خط نسخ به خط وصال شیرازی

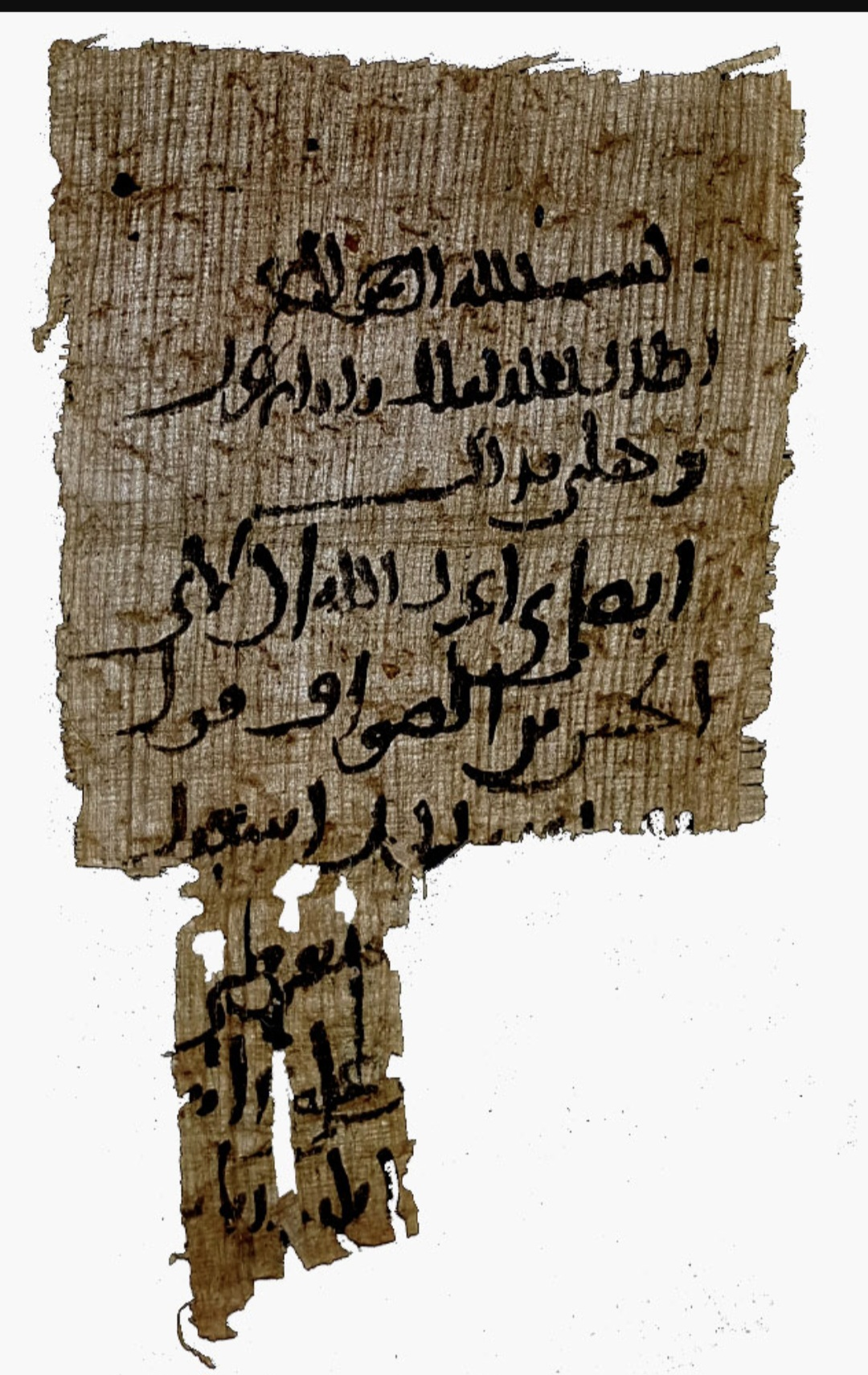
این یک تکه پاپیروس مصری است که به خط نسخ با جوهر مشکی، به زبان عربی کلاسیک نوشته شده و قدمت آن به قرن هشتم میلادی برمی‌گردد.

خط نسخ خطی است که در قرن اول هجری قمری پدید آمده و در ابتدا هم‌پایهٔ خط کوفی بود. واژه نسخ به معنای نسخه‌برداری یا رونوشت‌شده است. دانشمندان معتقدند که خط نسخ قبل از ابن مقله وجود داشته است، زیرا در اواخر سدهٔ یکم هجری، به دستور عبدالملک بن مروان، خط جدیدی برای برطرف کردن نواقص خط کوفی ساخته شد.

## تاریخچه و گسترش
خط نسخ به‌طور کلی از اواخر سدهٔ دوم هجری شناخته شد، اما تا اواخر سدهٔ سوم هجری چندان رایج نبود. این خط به تمام سرزمین‌های شرقی تحت لوای اسلام گسترش یافت. امتیاز مهم خط نسخ در رعایت نسبت است که یکی از قواعد مهم خوشنویسی به شمار می‌آید و موجب زیبایی خط می‌شود.
از سدهٔ پنجم هجری تاکنون، در کتابت قرآن اغلب از خط نسخ استفاده شده است. یکی از نسخ‌نویسان مشهور ایرانی، احمد نیریزی معروف به سلطانی است که در حدود ۳۰۰ سال پیش می‌زیسته و از شاهکارهای او یک قرآن نفیس به خط نسخ است که در حاشیه آن اختلاف قرائت قراء سبعه را کتابت نموده است.

## ویژگی‌ها
خط نسخ به‌طور کلی خطی کامل، معتدل، منظم، روشن و واضح است و از نظر شکل حروف شباهت به ثلث و محقق ریحان دارد. شکل حروف معمولاً دارای خوانایی بالا و نیم سطح و نیم دور است.
در روزهای اولیه اسلام، عرب‌ها به خوشنویسی کوفی اهمیت زیادی دادند، زیرا این خط به عنوان یک خط الهی در نظر گرفته می‌شد. اما بیشتر مناطق نسخ با مشکل خواندن و نوشتن خط کوفی مواجه بودند. به همین دلیل، مناطق غیرعرب خط‌های عربی دیگری را ایجاد کردند که خواندن و نوشتن آن‌ها آسان‌تر بود. 

## ظهور و تأثیر
سبک جدیدی به نام نسخ ظهور کرد که به‌طور همزمان با کوفی استفاده می‌شد. این نام به این دلیل انتخاب شد که تمام اشکال دیگر نوشتن را لغو کرد و شروع به کپی‌برداری از قرآن و سایر کتاب‌ها کرد. نسخ عمدتاً در سرتاسر خاورمیانه، از جمله مصر و برخی کشورهای غربی ظهور کرد و هنوز هم در این مناطق رایج است.
اعتقاد بر این است که خوشنویسی نسخ در سال ۳۱۰ هجری توسط ابن مقله آغاز شده است، اما مطالعات اخیر نشان می‌دهد که این خط از زمان ظهور اسلام به عنوان یک توسعه از خط کوفی بوده است. کشفیات از جبل‌صلا نزدیک مدینه نشان داده است که سبک خطی (نسخ) در آغاز اسلام وجود داشته است و در واقع، نسخ خط اصلی بوده و نه یک شاخه از خط کوفی.
نسخ به عنوان نتیجه‌ای از عدم انعطاف‌پذیری کوفی و به دلیل سبک آزاد آن ظهور کرد. این خط هنوز هم برای کپی‌برداری از قرآن کریم استفاده می‌شود و به‌طور کلی یازده قرن از توسعه خود را در چندین منطقه توسط خوشنویسان مختلف گذرانده است. ابن مقله اولین کسی است که با اشتیاق خود برای معرفی این خط جدید سرمایه‌گذاری کرد و مفاهیم ساده‌تری مانند دایره‌ها را معرفی کرد و زوایای خط کوفی را تغییر داد تا نوشتن برای کپی‌برداری از قرآن آسان‌تر شود.